# Hydroides chilensis
Hydroides chilensis är en ringmaskart som beskrevs av Hartmann-Schröder 1962. Hydroides chilensis ingår i släktet Hydroides och familjen Serpulidae. Inga underarter finns listade i Catalogue of Life.